# Château de Saint-Sulpice
Pour l’article homonyme, voir Château de Saint-Sulpice (Lot).
Le château de Saint-Sulpice a été construit sur un éperon dominant la Lède, au bord du CD216, sur le territoire de la commune de La Sauvetat-sur-Lède, 
dans le département de Lot-et-Garonne.

## Histoire
Le château a appartenu à la famille La  Borie du XVIIe siècle au XXe siècle.
Le château est composé de corps de logis disposés en T. La partie la plus ancienne est le corps de logis orienté nord-sud, avec sa cour intérieure, et une tour de défense à son extrémité nord, construit au XVIIe siècle et dont le portail porte la date de 1621.
Jean-François de Laborie ou La Borie (1760-1843), seigneur de Saint-Sulpice, marié en 1786 à Marie-Julie Josèphe de Raffin, fille du marquis d'Hauterive, baron de Laroque-Timbaut, a été maire de Villeneuve-sur-Lot entre 1800 et 1813. La famille La Borie a été très attachée au Premier Empire.
Au début du XIXe siècle, un second corps de logis est construit, perpendiculaire au premier, à son extrémité sud. Il est de style néo-classique avec un avant-corps à fronton. Le rez-de-chaussée a un décor stuqué de dessus de porte évoquant la vie à la campagne avec ses travaux et ses loisirs. Dans le salon de musique, Le décor en stuc célèbre le Premier Empire avec un aigle impérial, un masque de Napoléon et une allusion à l'Aiglon.
Le château a été inscrit monument historique le 4 octobre 2007.